# Candado

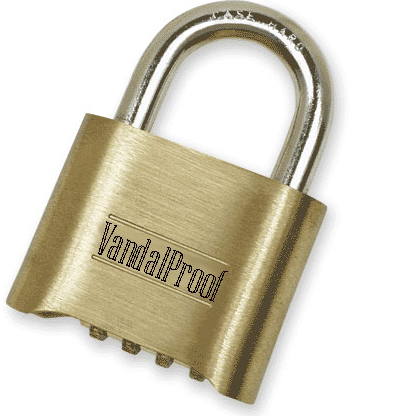
Ejemplo de candado de clave

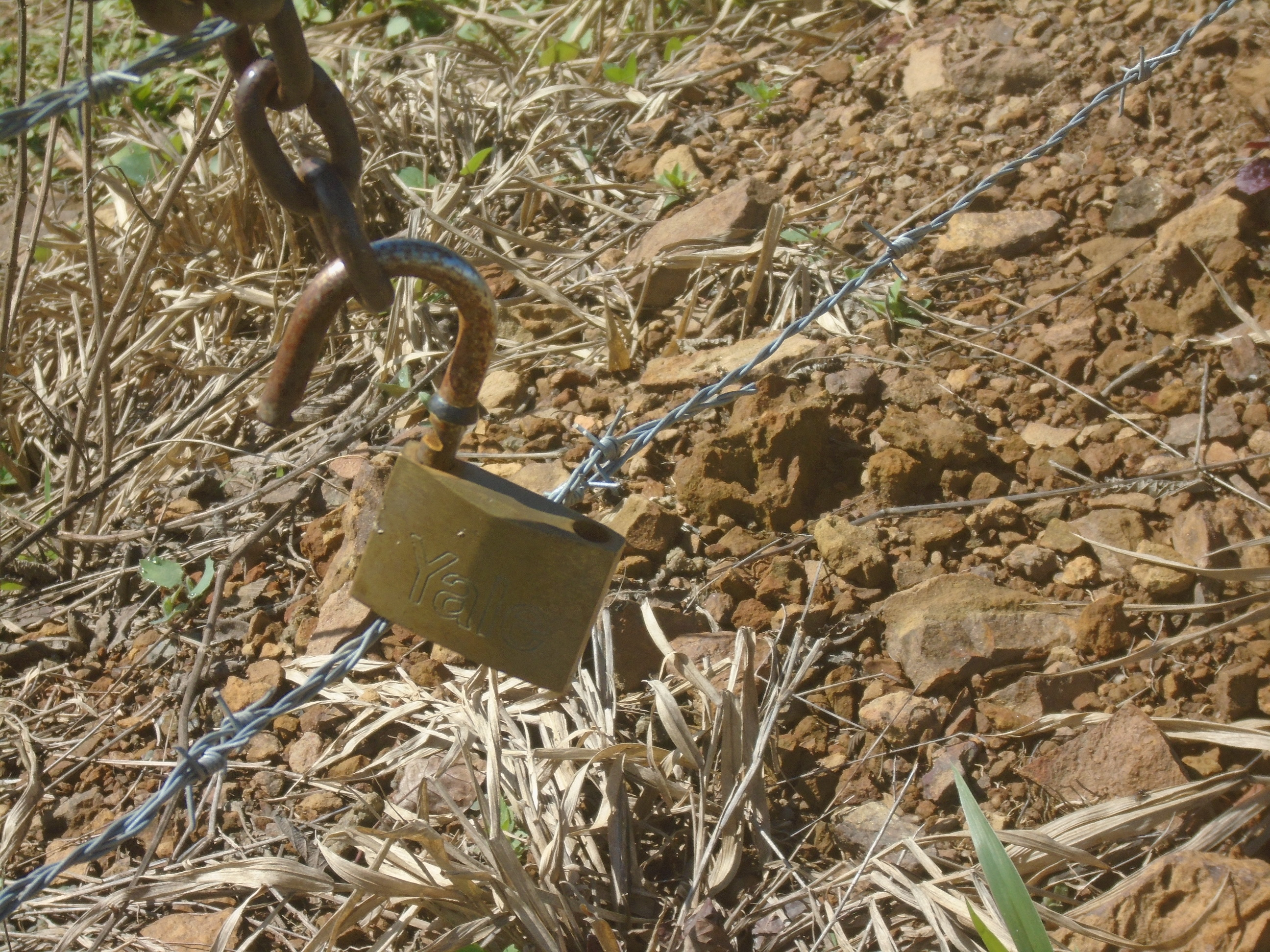
Un candado oxidado

Un candado es un dispositivo de seguridad que se utiliza como cerradura portátil cuando el elemento que se quiere proteger no permite colocar una cerradura fija. Para bloquear el cierre, el grillete con forma de gancho se introduce en la caja del candado, quedando bloqueada su salida hasta girar la llave. Para desbloquear o abrir un candado se utiliza una llave normal de acero, aunque hay algunos que se abren mediante el juego de claves que se introducen en el sistema de cierre que permiten una alineación del cierre y por tanto su apertura. A veces estos candados permiten reprogramar la clave cada vez que se utilizan.

## Utilidades de los candados
Los candados tienen una amplia variedad de aplicaciones cotidianas, principalmente en cierres que no se utilicen a menudo, para impedir el acceso de ladrones o intrusos que puedan realizar robos, sabotajes o actos vandálicos. Los más grandes y sofisticados se utilizan para el bloqueo de puertas metálicas, que se cierran con cadenas.

## Tipos

### Candado TSA
Los candados TSA, desarrollados por Travel Sentry, han sido aceptados por la Administración de Seguridad en el Transporte (TSA), de modo que este sistema de seguridad permite al personal del aeropuerto abrir maletas en caso de necesidad de manera eficaz y evitar posibles daños en el equipaje. Este sistema es de uso cotidiano en los aeropuertos de Reino Unido, Nueva Zelanda, Holanda, Japón y Estados Unidos.

### Candado de combinación

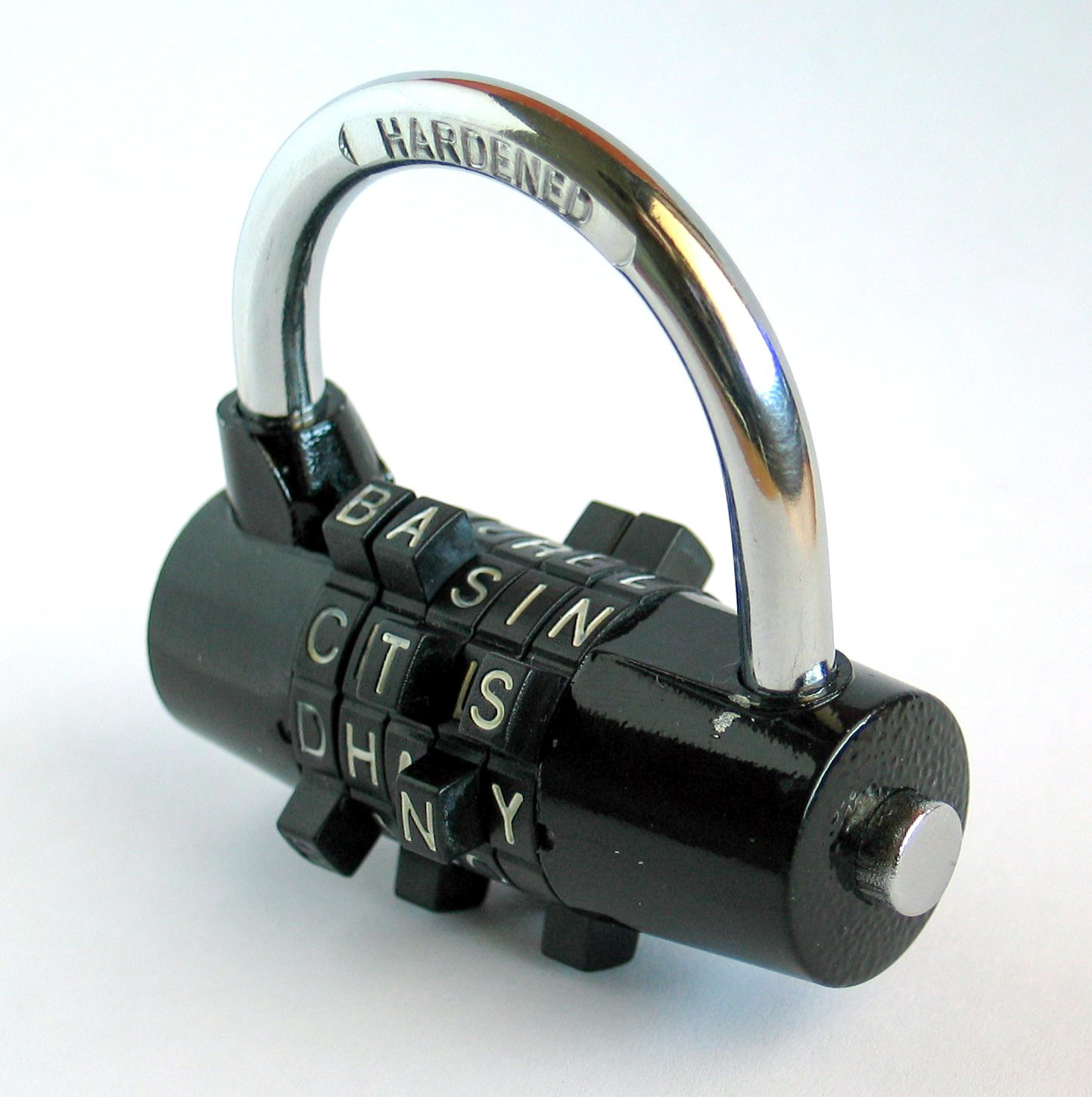
Una cerradura de combinación de letras Wordlock.

La cerradura de combinación es un tipo de candado en el que se usa una secuencia de números o símbolos para abrir la cerradura. La secuencia puede introducirse usando una sola línea giratoria que interactúa con varios discos o  levas , mediante el uso de un conjunto de varios discos giratorios con números inscritos que interactúan directamente con el mecanismo de bloqueo, o por medio de un teclado electrónico o mecánico. Los tipos van de bajo costo de tres dígitos cerraduras de equipaje a cajas fuertes de alta seguridad. A diferencia de un candado regular, las cerraduras de combinación no utilizan llaves.

## Historia
A finales del siglo XVII, Christopher Polhem fundó una fábrica en Stjünsund, y entre otros instrumentos inventó y fabricó el candado escandinavo Polhem. Harry Soref fundó la empresa Master Lock en 1921 y patentó un tipo de candado, y mejoró el modelo escandinavo. En abril de 1924 vendió la patente de su candado. Soref creó un candado que era fuerte y barato, utilizando un casco de capas de metal, parecido al material que se utilizaba para construir las puertas de una sucursal bancaria. En 1919, presentó este tipo de candado, utilizando acero laminado.

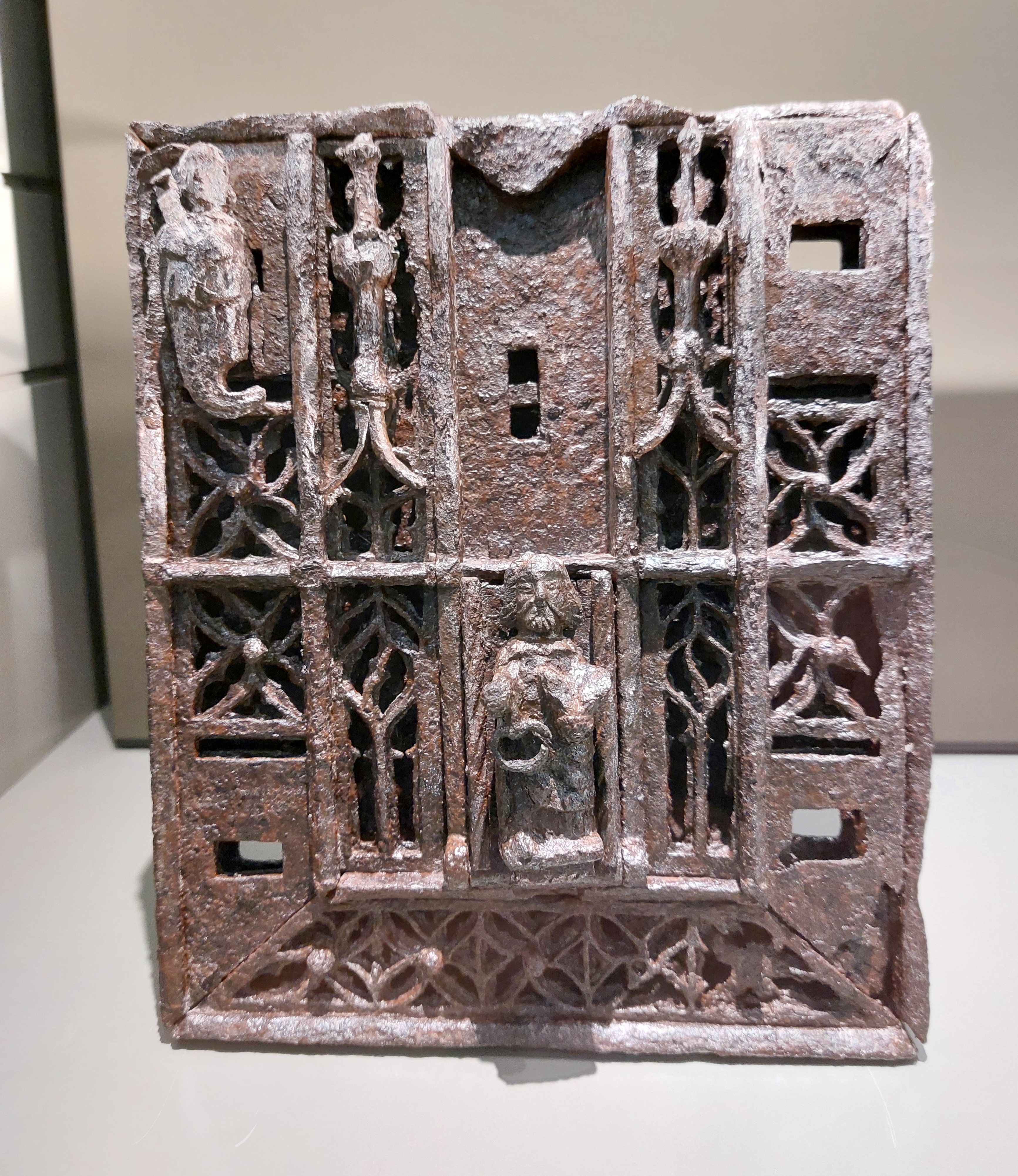
Candado en el Museo del Castillo de Mayenne (Francia)

Hay candados que datan de la época romana, 500 a. C. - 300 d. C.  Se conocieron en los primeros tiempos por los comerciantes que viajan las antiguas rutas comerciales hacia Asia, incluyendo China. 
Los candados se han utilizado en Europa desde mediados del periodo de Tène , posteriormente se extiende hacia el mundo romano y los Przeworsk y culturas Chernyakhov .  candados romanos tenían una varilla doblada largo unido al caso, y una pieza más corta que podría ser insertado en el caso. Przeworsk y Chernyakhov candados tenían un manguito fijado a la caja, y una varilla doblada largo, que podría ser insertado en el caso y el manguito. 
Los candados se han utilizado en China desde la dinastía Han del Este (25-220 dC). De acuerdo con Hong-Sen Yan, director del Museo Nacional de Ciencia y Tecnología , los primeros candados chinos eran principalmente " clave -cerraduras, operado con muelles de división y parcialmente sin llave cerraduras de combinación de letras".  Los candados fueron hechos de bronce, latón, plata y otros materiales. El uso del bronce era más frecuente en los primeros candados chinos. 
Los Candados con mecanismos de púas de primavera se han encontrado en York, Inglaterra, en el asentamiento Jorvik Viking, de fecha 850 d. C. Durante este período entre 850 d. C. y principios del año 1000 fue cuando se acuñó el nombre de 'candado'. Se ideó durante este período para mantener inicialmente el ganado dentro de sus cuartos del prado , con lo que la palabra de la almohadilla se derivó y se aplica a formar la palabra actual. 
Smokehouse cerraduras, diseñados en Inglaterra , se formaron a partir de hierro forjado hoja y emplear mecanismos de palanca y de barrio simples. Estos bloqueos proporcionó poca protección contra la entrada forzada y subrepticia. Contemporánea con los candados ahumadero y originarios de las áreas eslavos de Europa, "tornillo clave" candados abiertos con una helicoidal tecla que se enrosca en el ojo de la cerradura . La clave sacó el perno de bloqueo abierta contra un muelle fuerte. Candados que ofrecen una mayor variación clave fueron la desaparición de la cerradura del tornillo. Métodos de fabricación mejorado permite la fabricación de mejores candados que ponen fin a la Smokehouse alrededor de 1.910.
A mediados del siglo XIX "" bloquea escandinavos estilo, o "bloquea Polhem", inventado por el inventor sueco del mismo nombre Christopher Polhem , se convirtieron en una alternativa más segura a la que prevalece ahumadero y el tornillo cerraduras. Estos bloqueos tenían un hierro fundido cuerpo que se ha cargado con una pila de discos giratorios. Cada disco tenía un corte central para permitir que la clave para pasar a través de ellos y dos muescas cortadas en el borde del disco. Cuando está bloqueado, los discos pasan a través de recortes en el grillete. La clave girar cada disco hasta que las muescas, colocados a lo largo del borde de cada vaso en diferentes lugares, alineados con el grillete, permitiendo que el grillete se deslice fuera del cuerpo. El McWilliams compañía recibió una patente para estos bloqueos en 1871. El diseño "escandinavo" tuvo tanto éxito que JMS Climax & Co. de Newark, Nueva Jersey siguieron haciendo estos candados hasta la década de 1950. Hoy en día, otros países están todavía fabricación de este estilo de candado.
Contemporáneo con el candado escandinava, fueron los bloqueos cardíacos "fundido", llamadas así debido a su forma. Una cerradura significativamente más fuerte que el ahumadero y mucho más resistente a la corrosión que los países escandinavos, los corazones tenían un molde de arena cuerpo de la cerradura de latón o bronce y un mecanismo de palanca más seguro. Bloqueos cardiacos tenían dos características importantes: uno era una cubierta de resorte que pivota sobre el ojo de la cerradura para mantener la suciedad y los insectos de la cerradura que se llama una "caída". El otro era un punto formado en el fondo de la cerradura por lo que una cadena se podría unir al cuerpo de bloqueo para evitar el bloqueo de conseguir perdido o robado. Cerraduras corazón emitidos eran muy populares entre los ferrocarriles para el bloqueo de los interruptores y los coches debido a su coste económico y excelente capacidad de abrir de forma fiable en entornos sucios, húmedos y congelados.
Alrededor de la década de 1870, los fabricantes de bloqueo cuenta de que podían empaquetar con éxito el mismo mecanismo de bloqueo que se encuentra en las cerraduras del corazón fundido en un acero o latón shell más económico en lugar de tener que emitir un cuerpo de metal de espesor. Estas cáscaras de bloqueo fueron estampadas de metal plana stock, llena de vasos de palanca y remachadas. Aunque más frágiles que los corazones elenco, estos bloqueos son atractivas porque cuestan menos. En 1908, Adams y Westlake patentaron un estampado de bloqueo del interruptor y remachado que era tan económico que muchos ferrocarriles dejaron de usar los corazones elenco populares y fueron con este nuevo diseño del cuerpo de bloqueo cáscara estampada. Muchos fabricantes de cerraduras hechas este estilo muy popular de la cerradura.
En 1877 la Universidad de Yale y Towne se concedió una patente para un candado que aloja una pila de palancas y tenía un grillete que se apartó cuando desbloqueado. Era un diseño notable porque las palancas eran sub-ensamblados en un "cartucho" que podrían ser deslizados en una carrocería de latón fundido. El conjunto permanecería juntos por medio de dos pasadores cónicos pasado a través de la carcasa y el cartucho. Este diseño le dio el mercado comercial candado un candado útil, rekeyable. Cerca de veinte años después de Yale hizo otro candado estilo "cartucho" que empleaba su famoso mecanismo del tumbador y un grillete que se deslizaba fuera del cuerpo en vez de hacer pivotar lejos.
A pesar de mecanizado de metales era un método que estaba disponible para bloquear los responsables desde principios del siglo XIX, que no era económicamente factible hacerlo hasta el siglo XX cuando la generación y distribución eléctrica se generalizó. Algunos de los primeros candados (c. 1905) que se hizo a partir de un bloque de mecanizado de yeso o metal extruido se asemejan candado moderna de hoy. Corbin y Eagle fueron uno de los primeros fabricantes de bloqueo para máquina de un bloque sólido de metal y insertan un mecanismo relativamente nuevo de tumbador de clavija y un grillete de deslizamiento en los orificios mecanizados en el cuerpo. Este estilo de candado era a la vez fuerte y fácil de fabricar. Muchos candados cuerpo mecanizadas fueron diseñados para ser desmontados de manera que cerrajeros podrían caber fácilmente las cerraduras a una tecla determinada. Los candados del cuerpo mecanizados siguen siendo muy populares hoy en día. El proceso de mecanizado permite muchos candados modernas para tener una "cubierta" que cubre el grillete, que es una extensión del cuerpo alrededor del grillete para proteger el grillete de conseguir esquilado o cortar.
A principios de 1920, Harry Soref comenzó Master Lock con el primer laminado candado. Las placas que se perforaron a partir de chapa de metal fueron apilados y ensamblados. Los agujeros que se formaron en el medio de las placas hechas espacio para acomodar el mecanismo de bloqueo. Toda la pila de placas, cargado con las piezas de la cerradura en el mismo, se remachada juntos. Este candado fue popular por su bajo costo y un diseño de la placa laminada resistente a los impactos. Hoy en día, muchos fabricantes de bloqueo copiar este diseño muy eficiente y exitosa. 
Fundición a presión se hizo popular en la década de 1930 entre los encargados de bloqueo. No sólo era una forma muy barata de hacer candados, pero permitió a los diseñadores para diseñar candados con una amplia gama de características geométricas y diseños ornamentales que la fundición en arena y mecanizado no permitirían. Algunos fabricantes de bloqueo, como Junkunc hermanos , aumentaron sus productos candado cuerpo sólido mecanizadas con los menos costosos y más atractivas candados con cuerpo de fundición. El Wise Lock Company abrazado este nuevo medio en hacer una novela candado que, con la llave insertada, sería dividir longitudinalmente a lo largo del cuerpo con el fin de crear una abertura en el grillete. Chicago bloqueo fue pionera en su nuevo "oblea de paletón doble" y "productos" de la ECA mediante la instalación en un cuerpo de fundición a presión. Con la llegada de mecanizado barata hecho en el extranjero y la mala percepción global de la seguridad de las cerraduras de fundición a presión , ya no dominan el mercado de hoy candado.

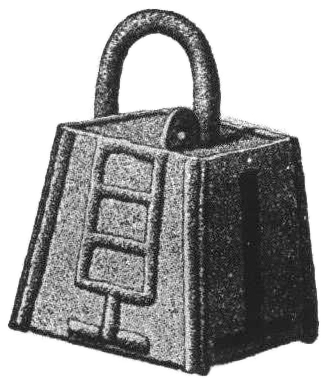
Dibujo de principios de siglo de un candado vikingo encontrado en Suecia
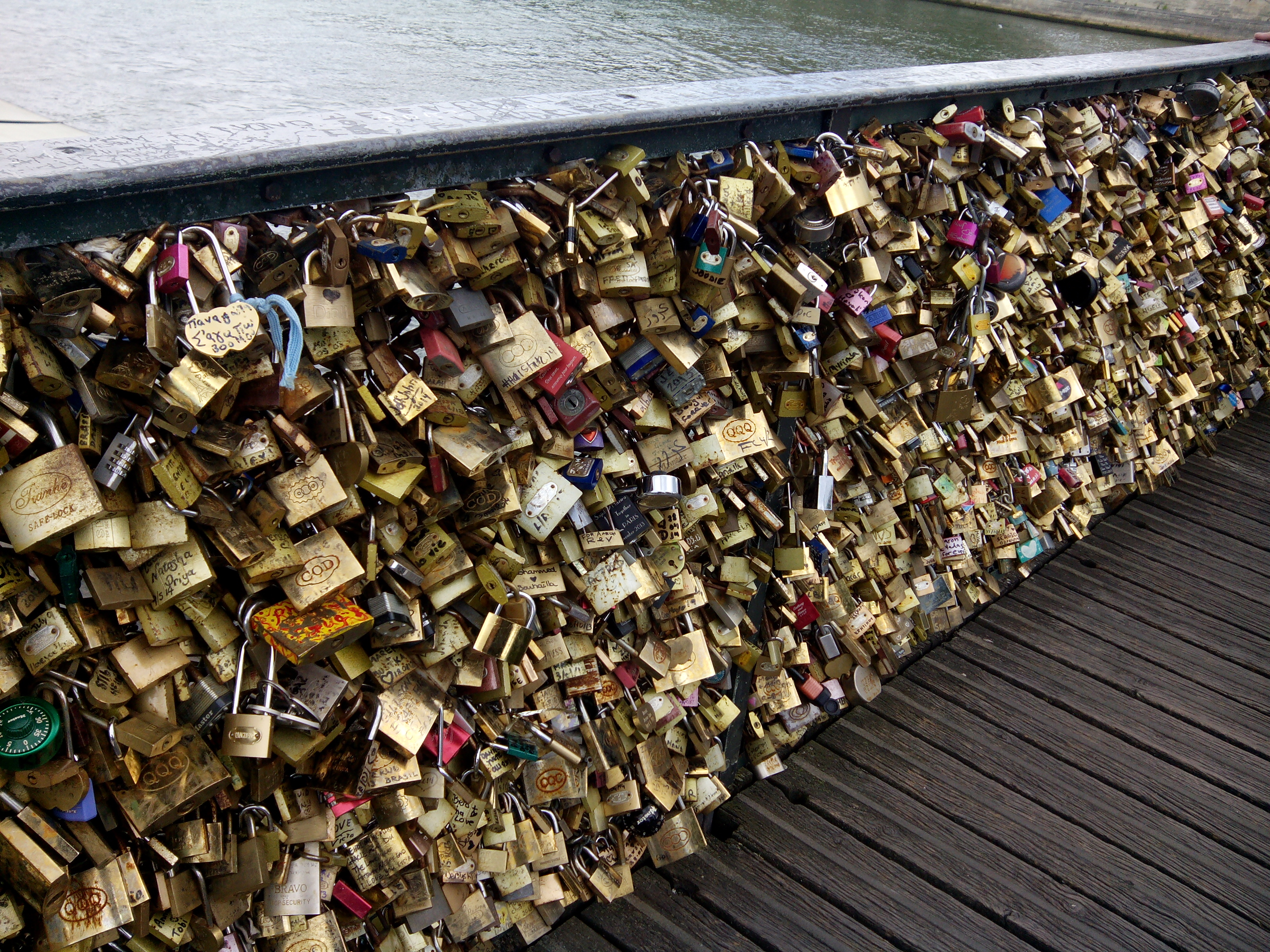
Candados en el Puente de l'Archevêché de París